# Frans Janssens
Frans Janssens (3 de agosto de 1945 – 8 de janeiro de 2024) foi um futebolista belga que competiu na Copa do Mundo FIFA de 1970.

## Carreira
Janssens atuou no Lierse SK de 1966 a 1981, com o qual disputou mais de quinhentas partidas e conquistou a Copa da Bélgica em 1969. Também esteve com a seleção belga que participou da Copa do Mundo FIFA de 1970 e do Campeonato Europeu de 1972, alcançando o terceiro lugar nesse último evento esportivo.

## Morte
Janssens morreu em 8 de janeiro de 2024, aos 78 anos.